# Ayudante de campo del Emperador de Japón

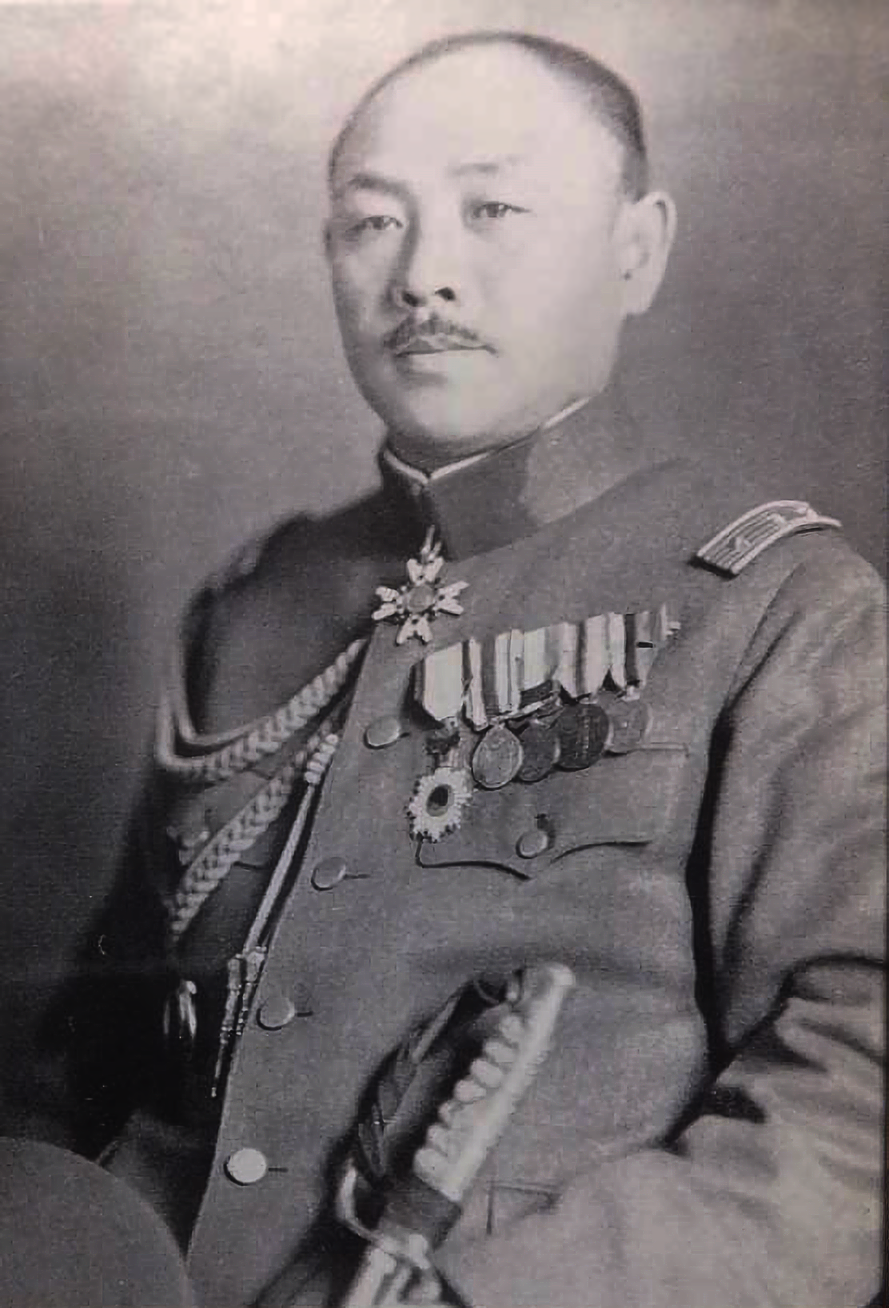
Korechika Anami sirvió como ayudante de campo del emperador Hirohito. Un coronel de infantería del ejército que es ayudante de campo. Lleva un cordón plateado de ayuda de tribunal. Foto tomada en el estudio Momijiyama en el octavo año del período Showa (1933).

En Japón, el ayudante de campo del Emperador (侍従武官 jiju bukan) es un oficial militar especial cuyo principal deber es informar sobre asuntos militares al Emperador y actuar como un asistente cercano (chambelán). Desde 1896 hasta 1945, un pequeño número de militares y ayudantes de campo navales fueron suministrados al Emperador debido a su mayor estatus y los riesgos para él durante la guerra.

Un extracto del 113.º decreto imperial Meiji-29 (1896) (明治29年勅令第113号):
Los ayudantes de campo del Emperador realizarán tareas de acompañamiento y le transmitirán asuntos y órdenes militares, estarán presentes en las revisiones militares [en su nombre] y lo acompañarán a ceremonias y entrevistas formales.
Se dice que tanto el Primer Ministro Suzuki Kantaro (鈴木貫太郎) como Anami Korechika (阿南惟幾), ministros del ejército al final de la guerra, contribuyeron a la aceptación de la Declaración de Potsdam por medio de sus responsabilidades para con el Emperador Showa como gran ayudante de campo al Emperador en 1929 (Showa-4).
Además, al Príncipe heredero, la familia imperial y la familia real coreana mediatizada (Oukouzoku (王公族), la antigua familia imperial coreana), también se proporcionaron ayudantes de campo. Los oficiales militares que sirven al Oukouzoku llevaban aiguillettes de plata sobre su uniforme.